# Cemal Kutay
Cemal Kutay (* 1909 in Konya; † 5. Februar 2006 in İstanbul) war ein türkischer Historiker und Schriftsteller.
Cemal Kutay ist väterlicherseits kurdischer, mütterlicherseits türkischer Herkunft. Cemal Kutays Vater Tahir Muhlis Kutay war ein Richter und Enkel des Bedirxan Begs. Er arbeitete unter anderem in Konya, wo Cemal Kutay auf die Welt kam. Seine Mutter Süreyya Hanım stammt aus Dimetoka in Westthrakien, heute Didymoticho in Griechenland. Cemal Kutay war eines von sieben Kindern. Mit 13 Jahren verlor er seinen Vater. Er schloss die mittlere Schule in Kadiköy in Istanbul ab. Zwischen 1924 und 1928 arbeitete er für die Nachrichtenagentur Anadolu Ajansı. Um zu arbeiten, ging er 1928 nach Ankara und fing dort bei der Zeitung Hakimiyet-i Milliye an. In Ankara blieb er bis 1939. Danach brachte er mit anderen in Konya die Zeitung Yeni Anadolu Gazetesi (Zeitung neues Anatolien) heraus. Daneben schrieb er in verschiedenen Zeitungen und Zeitschriften wie die Zaman Dergisi aus Konya und die Halk Gazetesi und Millet Dergisi aus Istanbul. 
Sein erstes Buch erschien 1935. Kutay schrieb vornehmlich über historische Themen. Seine populäre Sichtweise in den Artikeln wurde auch kritisiert. So soll er nicht gezögert haben, historische Dokumente zurechtzubiegen oder zu ignorieren. Bis 2001 brachte er 183 Bücher heraus.
Cemal Kutay sprach neben Türkisch auch Arabisch, Persisch und Französisch. Cemal Kutay heiratete 1944 Melahat Günan, die eine Nachkommin von Flüchtlingen aus Rumelien war, aus Niğde. Zusammen hatten sie fünf Kinder.

## Werke (Auswahl)
- Türkiye İstiklal ve Hürriyet Mücadeleleri Tarihi (Die Geschichte des Kampfes der Türkei um Unabhängigkeit und Freiheit), 20 Bände, 1957–1962
- Bilinmeyen Tarihimiz (Unsere unbekannte Geschichte), 4 Bände, 1974–1975
- Tarih Sohbetleri (Gespräche über Geschichte), 9 Bände, 1966–1968
- Örtülü Tarihimiz (Unsere verdeckte Geschichte), 2 Bände, 1975
- Sisli Tarihimiz (Unsere vernebelte Geschichte), 2 Bände, 1975
- Midhat Paşanın Gurbet Hatıraları (3 cilt, 1983),
- Geçmişten Günümüze Türk Kitaplığı
- Türkçe İbadet